# Erich Schaedler
Erich Schaedler (6 de agosto de 1949 - 24 de dezembro de 1985) foi um futebolista escocês de origem alemã.

## Carreira
Erich Schaedler competiu na Copa do Mundo FIFA de 1974, sediada na Alemanha, na qual a seleção de seu país terminou na 9º colocação dentre os 16 participantes.